# Zapoapan
Zapoapan es un pueblo que está ubicado en el municipio de Ixtaczoquitlán. Es la sexta localidad más poblada de este, con 2919 habitantes. Se encuentra a 787 metros sobre el nivel del mar. Está a 80 kilómetros de la capital del estado de Veracruz, Xalapa, y a 220 kilómetros de la Ciudad de México.

## Etimología
No se sabe con certeza de dónde viene el nombre, pero se cree que proviene del náhuatl Tzapoapan, que se compone de tzapotl (zapote), atl (agua o río), y pan (en); y significa "En agua o río de zapotes".

## Demografía
| Gráfica de evolución de Zapoapan entre 1900 y 2020 |
|                                                    |

| Año  | Total | Hombres | Mujeres |
| ---- | ----- | ------- | ------- |
| 2020 | 2,919 | 1,407   | 1,512   |
| 2010 | 2,716 | 1,312   | 1,404   |
| 2005 | 2,487 | 1,169   | 1,318   |
| 2000 | 2,629 | 1,277   | 1,352   |
| 1995 | 2,585 | 1,267   | 1,318   |
| 1990 | 2,438 | 1,218   | 1,220   |
| 1980 | 2,265 | -       | -       |
| 1970 | 1,712 | -       | -       |
| 1960 | 1,382 | 695     | 687     |
| 1950 | 1,350 | 694     | 656     |
| 1940 | 1,046 | 530     | 516     |
| 1930 | 1,582 | 803     | 779     |
| 1921 | 1,291 | 650     | 641     |
| 1910 | 1,393 | 711     | 682     |
| 1900 | 1,149 | 570     | 579     |